# Dasineura strumosa
Dasineura strumosa är en tvåvingeart som först beskrevs av Bremi 1847.  Dasineura strumosa ingår i släktet Dasineura och familjen gallmyggor. Inga underarter finns listade i Catalogue of Life.